# Adesmia pseudincana
Adesmia pseudincana är en ärtväxtart som beskrevs av Arturo Erhardo Erardo Burkart. Adesmia pseudincana ingår i släktet Adesmia och familjen ärtväxter. Inga underarter finns listade i Catalogue of Life.